# Liste der Stolpersteine in Waren (Müritz)
Die Liste der Stolpersteine in Waren (Müritz) enthält die Stolpersteine in Waren (Müritz), die an das Schicksal der Menschen erinnern, die während der Zeit des Nationalsozialismus ermordet, deportiert, vertrieben oder in den Suizid getrieben wurden oder flohen. Die Stolpersteine sind ein Projekt von Gunter Demnig und werden in der Regel von ihm verlegt. In Waren sind auch den Stolpersteinen nachempfundene Denksteine verlegt worden; siehe Liste der Denksteine in Waren (Müritz).

## Verlegte Stolpersteine
| Bild              | Inschrift | Name              | Ort                        | Verlegedatum  | Anmerkungen |
| ----------------- | --- | ----------------- | -------------------------- | ------------- | --- |
| ALFRED KÄSTEL     | HIER WOHNTE ALFRED KÄSTEL JG. 1879 VERHAFTET 1938+42 KZ NEUENGAMME ERMORDET 5.11.1944                                                                | ALFRED KÄSTEL     | Witzlebenstraße 9 (Karte)  | 2009          | Der Stolperstein sollte ebenfalls am 15. November 2009 verlegt werden, aufgrund von Bauarbeiten wurde die Verlegung später nachgeholt. Für Alfred Kästel wurde auch in Hamburg ein Stolperstein verlegt. → Liste der Stolpersteine in Hamburg-St. Pauli |
| FRANZ LIEMANDT    | HIER WOHNTE FRANZ LIEMANDT JG. 1899 VERHAFTET 1939 BERLIN-PLÖTZENSEE ERMORDET 7.12.1939                                                              | FRANZ LIEMANDT    | Große Mauerstraße (Karte)  | 15. Nov. 2009 | [ 1 ] |
| PAUL RACHOW       | HIER WOHNTE PAUL RACHOW JG. 1898 VERHAFTET 1935 und 1944 KZ NEUENGAMME ERMORDET 3.5.1945                                                             | PAUL RACHOW       | Papenbergstraße 14 (Karte) | 15. Nov. 2009 | [ 1 ] |
| EDMUND RINGERT    | HIER WOHNTE EDMUND RINGERT JG. 1898 VERHAFTET 1938/40 KZ FUHLBÜTTEL KZ NEUENGAMME ERMORDET 23.8.1942                                                 | EDMUND RINGERT    | Am Seeufer 11 (Karte)      | 15. Nov. 2009 | [ 1 ] |
| FRIEDRICH SCHWARZ | HIER WOHNTE FRIEDRICH SCHWARZ JG. 1883 VERHAFTET 1943 ZUCHTHAUS BRANDENBURG ERMORDET 16.11.1943                                                      | FRIEDRICH SCHWARZ | Mozartstraße (Karte)       | 15. Nov. 2009 | [ 1 ] |
| GERTRUD WESTPHAL  | HIER WOHNTE GERTRUD WESTPHAL JG. 1914 VERHAFTET 1939 FAHRLÄSSIGE BRANDSTIFTUNG TODESURTEIL ’VOLKSSCHÄDLING’ HINGERICHTET 11.1.1940 BERLIN-PLÖTZENSEE | GERTRUD WESTPHAL  | Große Mauerstraße (Karte)  | 3. Apr. 2012  | [ 3 ] |

## Belege
1. 1 2 3 4 5  Gedenken an Opfer der Gewalt (Memento vom 24. Mai 2010 im Internet Archive) Müritz-Zeitung, 16. November 2009 (PDF; 476 kB)
2. ↑  Bernhard Rosenkranz, Ulf Bollmann Stolpersteine in Hamburg: Alfred Kästel In: stolpersteine-hamburg.de, abgerufen am 13. März 2019.
3. ↑  Mitteilungen aus dem Rathaus: Verlegung eines Stolpersteines In: waren-mueritz.de, Warener Wochenblatt 10/2012, 12. Mai 2012, abgerufen am 13. März 2019. (PDF; 1 MB, S. 7)

- Karte mit allen Koordinaten:
- OSM |
- WikiMap